# たっち、しよっ! 〜Love Application〜
『たっち、しよっ! 〜Love Application〜』（たっち、しよっ! 〜ラヴ・アプリケーション〜）は、コンパイルハートから2012年2月23日に発売されたPlayStation 3用ゲーム。

## あらすじ
ある少年の家に届いた一通の郵便物。差出人不明の郵便物の中には運命の人がわかる機能、心が読める機能、そして妄想を具現化できる機能を搭載したスマートフォンが入っていた。スマートフォン機種『yPhone』のテストユーザーに選ばれたらしいが、半信半疑にスマートフォンを起動させると初期起動で4人の運命の女の子が見つかった。

## 登場人物
相葉 皐月（あいば さつき）
声 - 後藤邑子

城之崎 佳弥（きのさき かや）
声 - 下田麻美

東雲 真憂（しののめ まゆ）
声 - 福圓美里

滝川 葵（たきがわ あおい）
声 - 井上麻里奈

播村 奈津（はりむら なつ）
声 - 沼倉愛美

## 主題歌
「Fortune love」
作詞 - Mine / 作曲・編曲 - 矢鴇つかさ / 歌 - 佐咲紗花

## スタッフ
プロデューサー：櫻井慎二郎　原画・キャラデザイン：平野克幸　3Dモデル：タムソフト
ディレクター：長井康典　シナリオライター：ヒガシロウ・桃野衿　

## 関連書籍
アートブック
- たっち、しよっ!-Love Application- 公式アートブック （一二三書房 2012年5月12日発売、ISBN 978-4-8919-9104-3 ）

小説
- たっち、しよっ! -Love Application- ~僕と運命の彼女たち~（一二三書房 2012年7月5日発売、ISBN 978-4-8919-9096-1）

## 備考欄
- 提携サイト｢アニメＴＶモバイル｣に「たっち、しよっ！ ～Love Application～」のアバターガチャが登場し、衣装を利用者のアバターに着せ替えることが可能だった。